# Puebla de la Sierra
Puebla de la Sierra es un municipio y localidad española del norte de la Comunidad de Madrid. El término municipal tiene una población de 93 habitantes (INE 2024).

## Geografía
Está situada en el Valle de la Puebla, a los pies de la sierra del Lobosillo (sierra del Rincón), a unos 110 km de Madrid, en esta misma comunidad, la Comunidad de Madrid. Está a unos 20 km de Montejo de la Sierra, que aunque tenga apenas 300 habitantes, es uno de los municipios más importantes de la zona, ya que está bastante despoblada.

### Límites
Los límites del municipio son:
| Punto cardinal | Municipio             | Provincia   | Comunidad           |
| -------------- | --------------------- | ----------- | ------------------- |
| Sur            | El Atazar             | Madrid      | Comunidad de Madrid |
| Suroeste       | Robledillo de la Jara | Madrid      | Comunidad de Madrid |
| Oeste          | Berzosa del Lozoya    | Madrid      | Comunidad de Madrid |
| Oeste          | Manjirón              | Madrid      | Comunidad de Madrid |
| Noroeste       | Prádena del Rincón    | Madrid      | Comunidad de Madrid |
| Norte          | La Hiruela            | Madrid      | Comunidad de Madrid |
| Noreste        | Colmenar de la Sierra | Guadalajara | Castilla-La Mancha  |
| Este           | El Vado               | Guadalajara | Castilla-La Mancha  |
| Sureste        | -                     | Guadalajara | Castilla-La Mancha  |

### Relieve
El relieve de Puebla de la Sierra es muy variado, hay desde un valle con zonas a menos de 1000 m sobre el nivel del mar, hasta zonas que rondan los 1900 m.
El valle de la Puebla está rodeado por la sierra del Lobosillo, en sus zonas más bajas, al sur, ya en el vecino municipio de El Atazar, ronda los 700 m sobre el nivel del mar, mientras que al final de este valle, en la zona norte, se superan los 1200 m. En el medio de este valle está la localidad de Puebla de la Sierra, a unos 1100 m sobre el nivel del mar.
La sierra del Lobosillo bordea todo el municipio excepto hacia el sur, donde el valle de la Puebla se abre camino hasta el embalse del Atazar. Esta sierra tiene su altitud máxima en la Tornera, con 1865 m sobre el nivel del mar, en la zona este de la sierra, la zona oeste de esta sierra es un poco más suave, aun así tiene altitudes superiores a los 1600 m, la prueba está en el puerto de la Puebla, que atraviesa la sierra por esta parte y está a 1636 m.

## Historia
Es probable que el origen de Puebla de la Sierra se remonte a épocas árabes, aunque se cree que la presencia islámica fue baja. En el siglo XII se comenzaron a crear poblaciones estables, por razones defensivas, en la Comarca de Buitrago, y se piensa que Puebla de la Sierra debió ser una de las poblaciones.
Ya a finales del siglo XIII, la aldea (para entonces Puebla de la Mujer Muerta) pertenecía a un arcediano madrileño, que la recibió de Sancho IV. El arcediano la permutó después con otra pequeña población. El señoría era jurisdiccional, y las tierras pertenecían a Villa y Tierra, ya que en aquellos tiempos ya estaba constitutida la organización.
A finales del siglo XV, más exactamente en 1490, se convirtió en villa, gracias al marqués de Santillana, el motivo fue compensar el aislamiento que tenía. Adquiriría entonces jurisdicción propia. Hasta la segunda mitad del siglo XVI el concejo de la puebla tuvo que reunirse en la puerta de la iglesia ya que no tenían ayuntamiento, acabaron de tener que hacerlo con la construcción de un ayuntamiento.
En 1768 se produjo el momento de mayor población de la villa, 313 habitantes, una cifra muy parecida a la de la población actual de Montejo de la Sierra. Las principales actividades económicas eran: la agricultura de secano y la de regadío, y también la ganadería.
En el siglo XIX sucedieron distintas medidas, tocó fin el antiguo régimen. Las medidas fueron: la división provincial, la desamortización religiosa y civil y la abolición de los señoríos. Entonces el 70 % de las tierras de Puebla de la Mujer Muerta, como se llamaba antiguamente, se pusieron en subasta, la mayor parte quedaron en manos de los vecinos.
A mediados del siglo XIX, el lugar tenía contabilizada una población de 207 habitantes. Aparece descrito en el decimotercer volumen del Diccionario geográfico-estadístico-histórico de España y sus posesiones de Ultramar de Pascual Madoz de la siguiente manera:

PUEBLA DE LA MUJER MUERTA: l. con ayunt. en la prov. y aud. terr. de Madrid (16 leg.), part. jud. de Torrelaguna (5), c. g. de Castilla la Nueva, dióc. de Toledo (28). sit. en terreno áspero y escarpado, en la falda del cerro del mismo nombre y á la der. del r. Riato ó Peñalacabra; le combaten todos los vientos, en particular el S.; el clima es muy frió, y las enfermedades mas comunes intermitentes. Tiene 52 casas de inferior construcción; la del ayunt. que á la par sirve de cárcel; escuela de primeras letras comun á ambos sexos, á la que concurren 33 alumnos, dotada con 500 rs. y la retribucion de sus discípulos; cuatro fuentes de buenas aguas, de las cuales se utilizan los vec. para sus usos; y una igl. parr. (Ntra. Sra. de la Concepcion), con curato de entrada y de provision en concurso; hay una ermita, Ntra. Sra. de los Dolores, perteneciente al Estado: confina el term. N. Pradena del Rincon; E. Puebla de Valles; S. Alazar, y O. Serrada y Berzosa; se estiende 1 1/2 leg. de N. á S., y 2 de E. á O., y comprende un monte de roble de poca estension; dos deh., una pequeña y otra grande; varios huertos, y diferentes prados con regular heno; le atraviesa el citado r. Peñalacabra, cuyas aguas se utilizan para el riego de una pequeña vega: el terreno es de inferior calidad, esceptuandola parte de Vega. caminos: los que dirigen á los pueblos limítrofes, en malísimo estado: el correo se recibe en Buitrago por los mismos interesados. prod.: algo de trigo, centeno, lino, patatas y hortalizas; mantiene ganado lanar negro, cabrio y vacuno; cria caza de perdices y otras aves, y pesca de esquisitas truchas. ind., la agrícola y varios telares de lino. pobl.: 33 vec., 207 alm. cap. prod.: 1.031,660. imp.: 41,675. contr.: según el cálculo general y oficial de la prov. 9'65 por 100: el presupuesto municipal asciende á 1,100 que se cubren con los productos de propios.
(Madoz, 1849, p. 254)

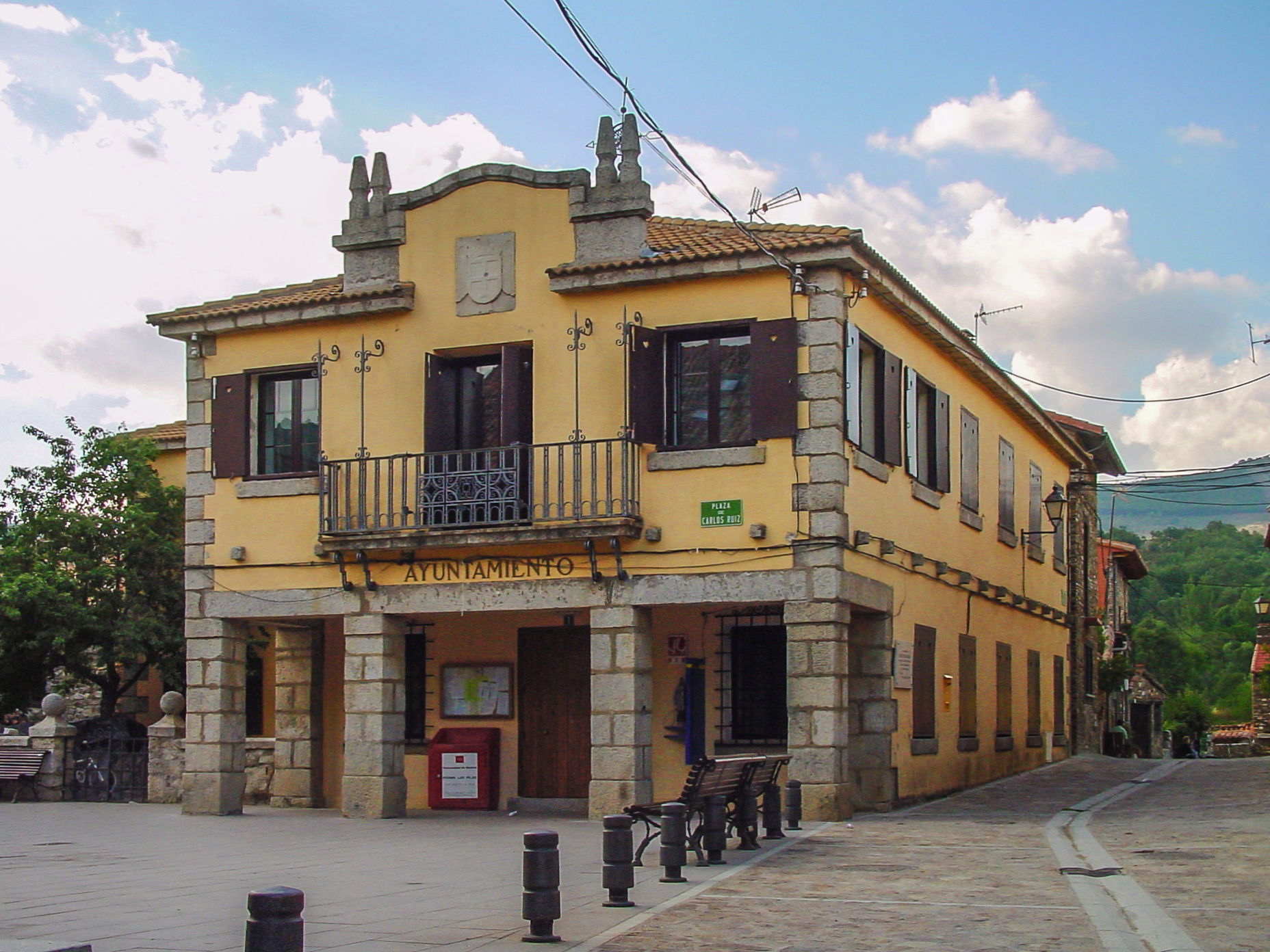
Casa consistorial

Durante la guerra civil española el ayuntamiento fue demolido y la iglesia sufrió graves daños. Varios años después, un plan de regiones devastadas ayudó a la villa, se construyó un nuevo ayuntamiento y se restauró la plaza del pueblo. Sin embargo, desde la guerra, la población ha descendido imparablemente.
La localidad se llamó hasta 1941 "Puebla de la Mujer Muerta", cuando se le cambió el nombre por "Puebla de la Sierra". Su ayuntamiento pidió sustituirlo por "Puebla de Madrid", pero la Real Sociedad Geográfica emitió un informe aconsejando la actual denominación. El antiguo nombre provenía de la denominación de las montañas del municipio, llamadas así por tener forma de mujer yacente.

## Demografía
Cuenta con una población de 93 habitantes (INE 2024).
| Gráfica de evolución demográfica de Puebla de la Sierra entre 1842 y 2021 |
| |
| Población de derecho según los censos de población del INE Población de hecho según los censos de población del INEEn estos censos se denominaba Puebla de la Mujer Muerta: 1842 y 1897 En estos censos se denominaba La Puebla de la Mujer Muerta: 1857, 1860, 1877, 1887, 1900, 1910, 1920 y 1930 |

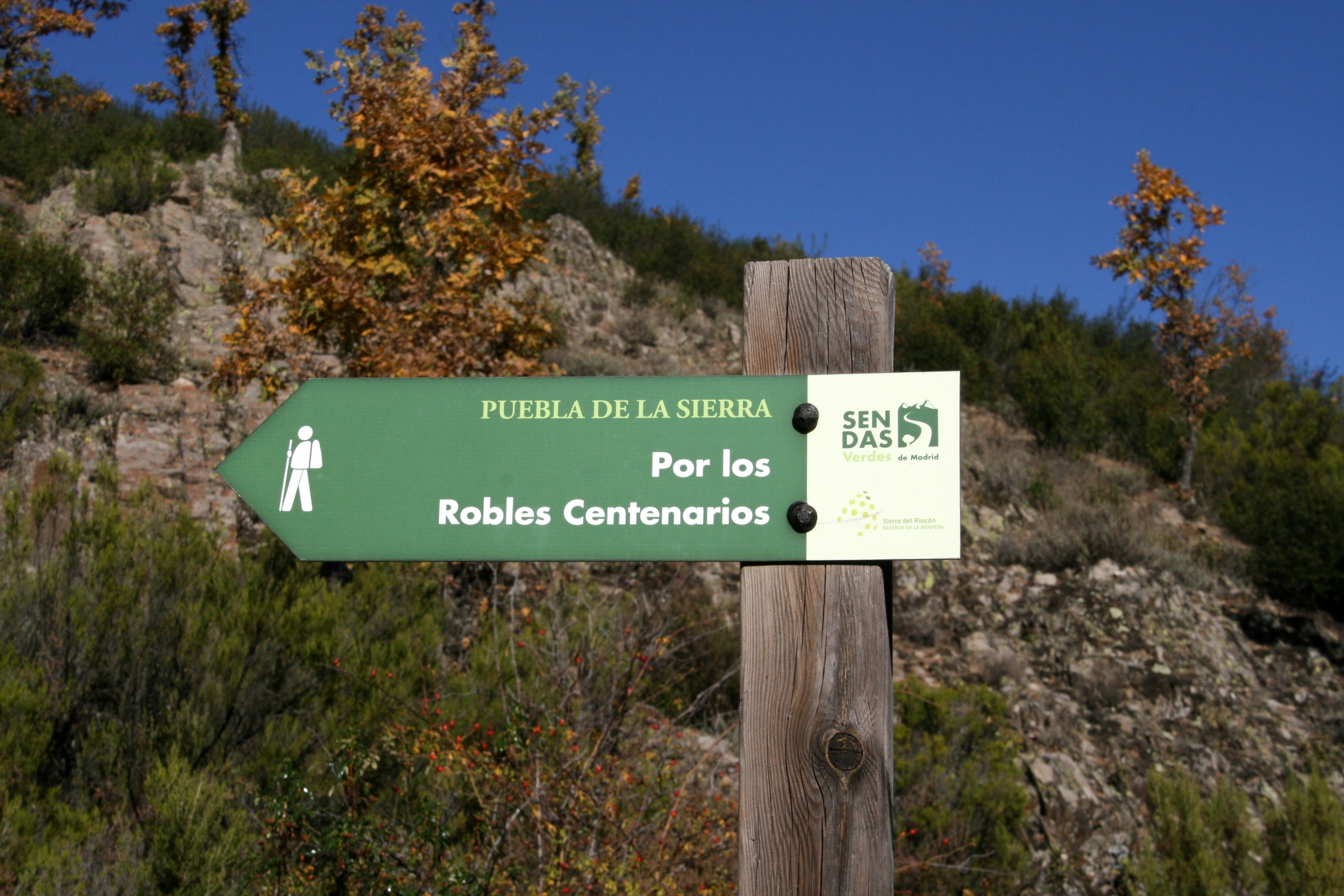
Senda por los Robles Centenarios

La población del pueblo bajó muy notablemente progresivamente después de la guerra civil española.
El punto más alto de la población estuvo en 1768, cuando se alcanzaron los 313 habitantes. La población de Puebla de la Sierra desde 1990 hasta 2004, ha estado comprendida entre los 48 habitantes de 1991, hasta los 110 habitantes de 2002.
Evolución de la población en los últimos 15 años y en 1768:
| Evolución demográfica | Evolución demográfica | Evolución demográfica | Evolución demográfica | Evolución demográfica | Evolución demográfica | Evolución demográfica | Evolución demográfica | Evolución demográfica | Evolución demográfica | Evolución demográfica | Evolución demográfica | Evolución demográfica | Evolución demográfica | Evolución demográfica | Evolución demográfica |
| --------------------- | --------------------- | --------------------- | --------------------- | --------------------- | --------------------- | --------------------- | --------------------- | --------------------- | --------------------- | --------------------- | --------------------- | --------------------- | --------------------- | --------------------- | --------------------- |
| 1768                  | 1990                  | 1991                  | 1992                  | 1993                  | 1994                  | 1995                  | 1996                  | 1997                  | 1998                  | 1999                  | 2000                  | 2001                  | 2002                  | 2003                  | 2004                  |
| 313                   | 75                    | 48                    | 52                    | 51                    | 53                    | 68                    | 78                    | 78                    | 77                    | 77                    | 71                    | 96                    | 110                   | 104                   | 104                   |

En cuanto a población por sexos, hay mayoría de hombres, 57 hombres frente a 47 mujeres.
La población por edades en Puebla de la Sierra es la siguiente:
| Población por edades | Población por edades | Población por edades | Población por edades | Población por edades | Población por edades | Población por edades | Población por edades | Población por edades | Población por edades | Población por edades | Población por edades | Población por edades | Población por edades | Población por edades | Población por edades |
| -------------------- | -------------------- | -------------------- | -------------------- | -------------------- | -------------------- | -------------------- | -------------------- | -------------------- | -------------------- | -------------------- | -------------------- | -------------------- | -------------------- | -------------------- | -------------------- |
| 0-4                  | 5-9                  | 10-14                | 15-19                | 20-24                | 25-29                | 30-34                | 35-39                | 40-44                | 45-49                | 50-54                | 55-59                | 60-64                | 65-69                | 70-74                | + 75                 |
| 3                    | 1                    | 4                    | 3                    | 2                    | 12                   | 10                   | 11                   | 8                    | 8                    | 6                    | 12                   | 3                    | 4                    | 4                    | 13                   |

Como se puede apreciar, hay gran cantidad de población anciana, 21 de los 104 habitantes tienen más de 65 años, es decir, el 20,2% de la población es anciana, sin embargo, aunque en menor medida, hay también menores de edad, 9 de sexo femenino y 2 varones, 11 menores en total, es decir, el 10,6% son menores de edad, una cifra muy parecida por ejemplo a la del pueblo vecino, Montejo de la Sierra, que tiene un 10,3% de menores residentes en el municipio.

## Comunicaciones
Este municipio en el siglo pasado contaba con malas comunicaciones por carretera, ya que las dos principales vías que comunicaban la capital del municipio con otras partes de la Comunidad de Madrid, que siguen la carretera M-130, estaban en bastante mal estado.

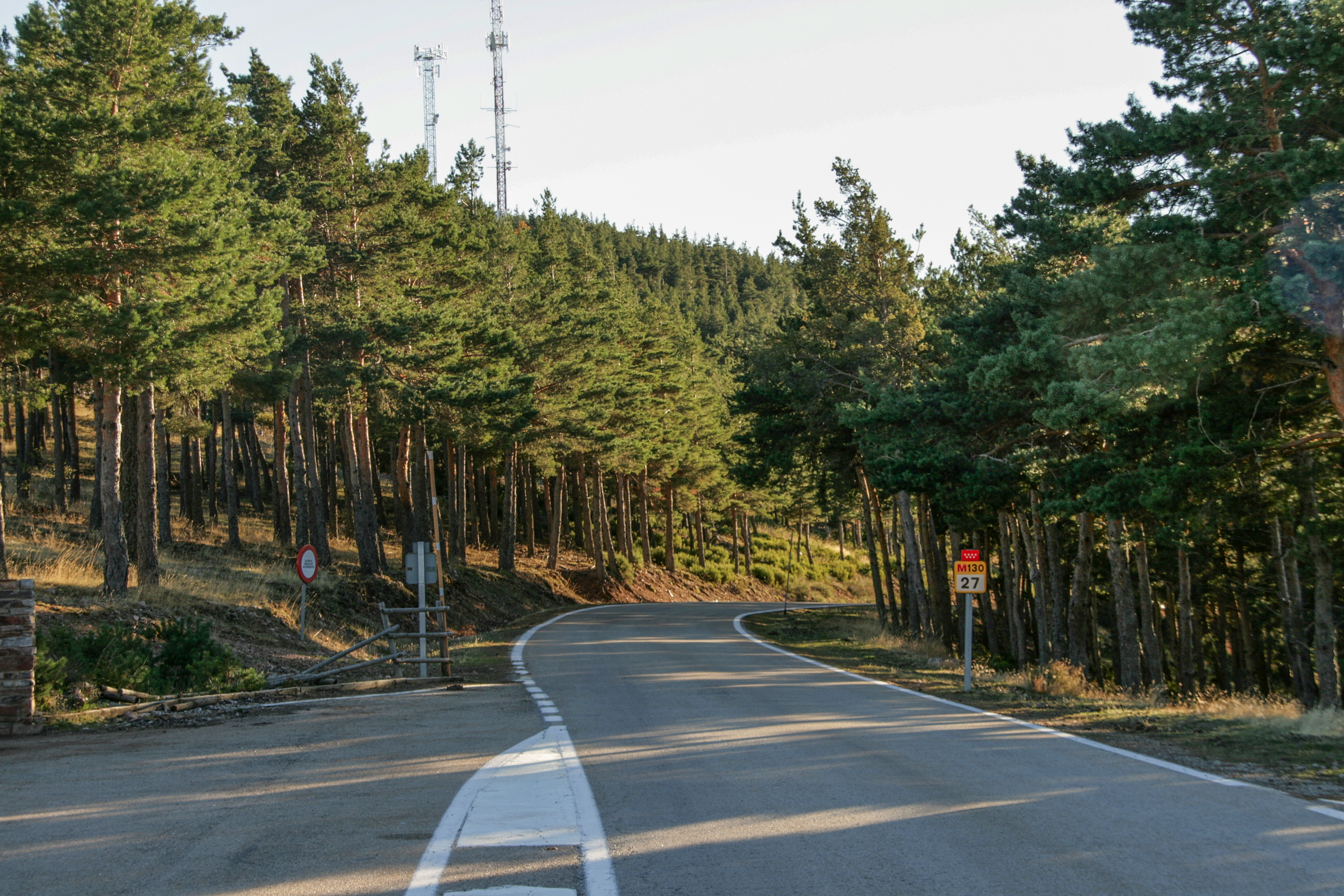
Kilómetro 27 de la carretera M130, entre Puebla de la Sierra y Prádena del Rincón

La ruta de la carretera M-130 por el puerto de la Puebla es la mejor de ambas. Se trata de una carretera local que atraviesa uno de los puertos más altos de la comunidad para cruzar la sierra del Lobosillo y llegar a Prádena del Rincón. Esta vía va hacia el norte del municipio, y mide 18,7 km. La altitud máxima del puerto de la Puebla es de 1636 m sobre el nivel del mar, y está en el km. 9'7.
La ruta por carretera de la M-130 hacia Robledillo de la Jara es más larga y accidentada, y frecuentemente con el pavimento en muy mal estado.

## Servicios

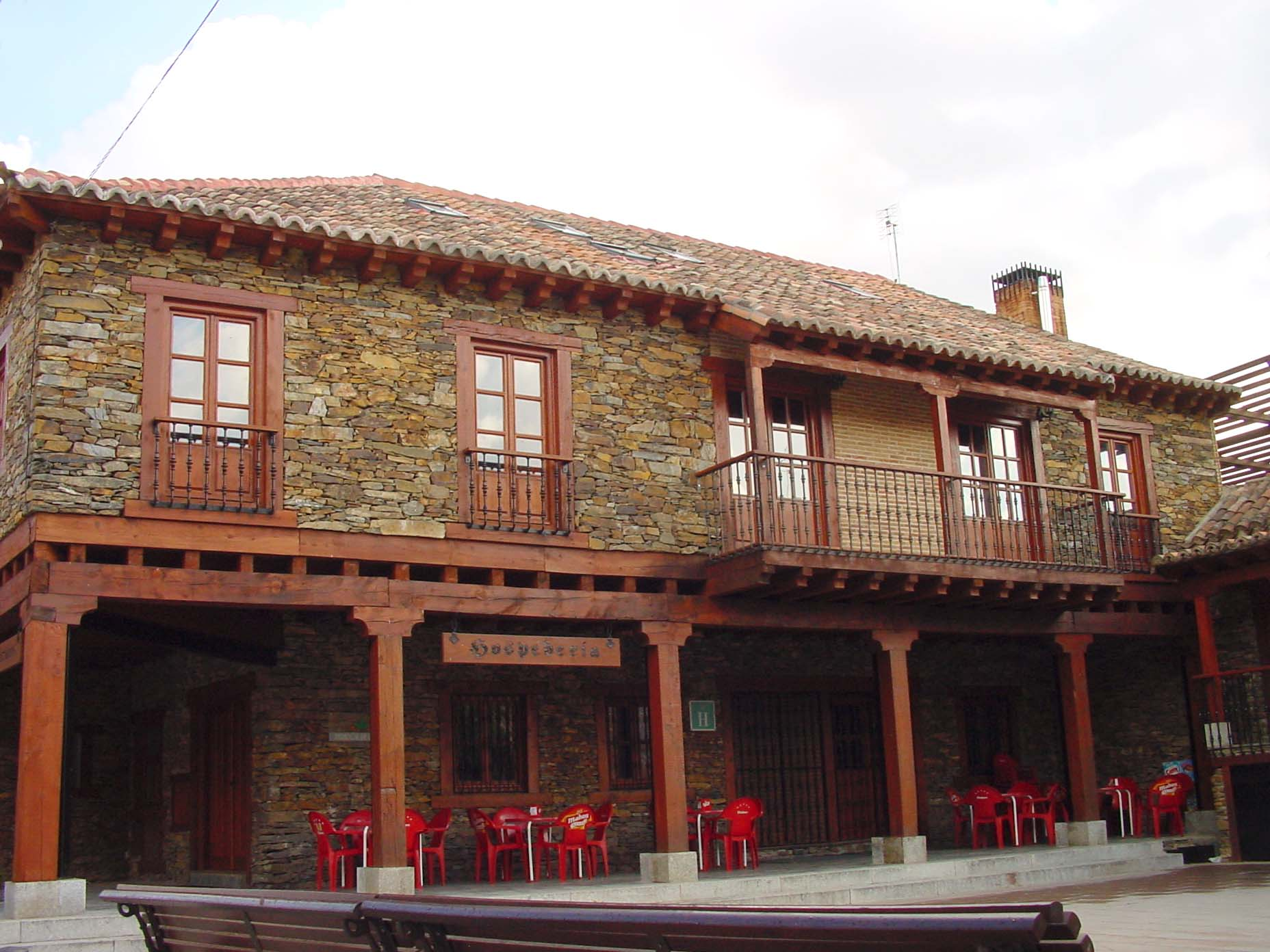
Hospedería

Los servicios en la localidad son muy escasos, cuentan con un frontón, una pista deportiva y un consultorio médico.

## Patrimonio

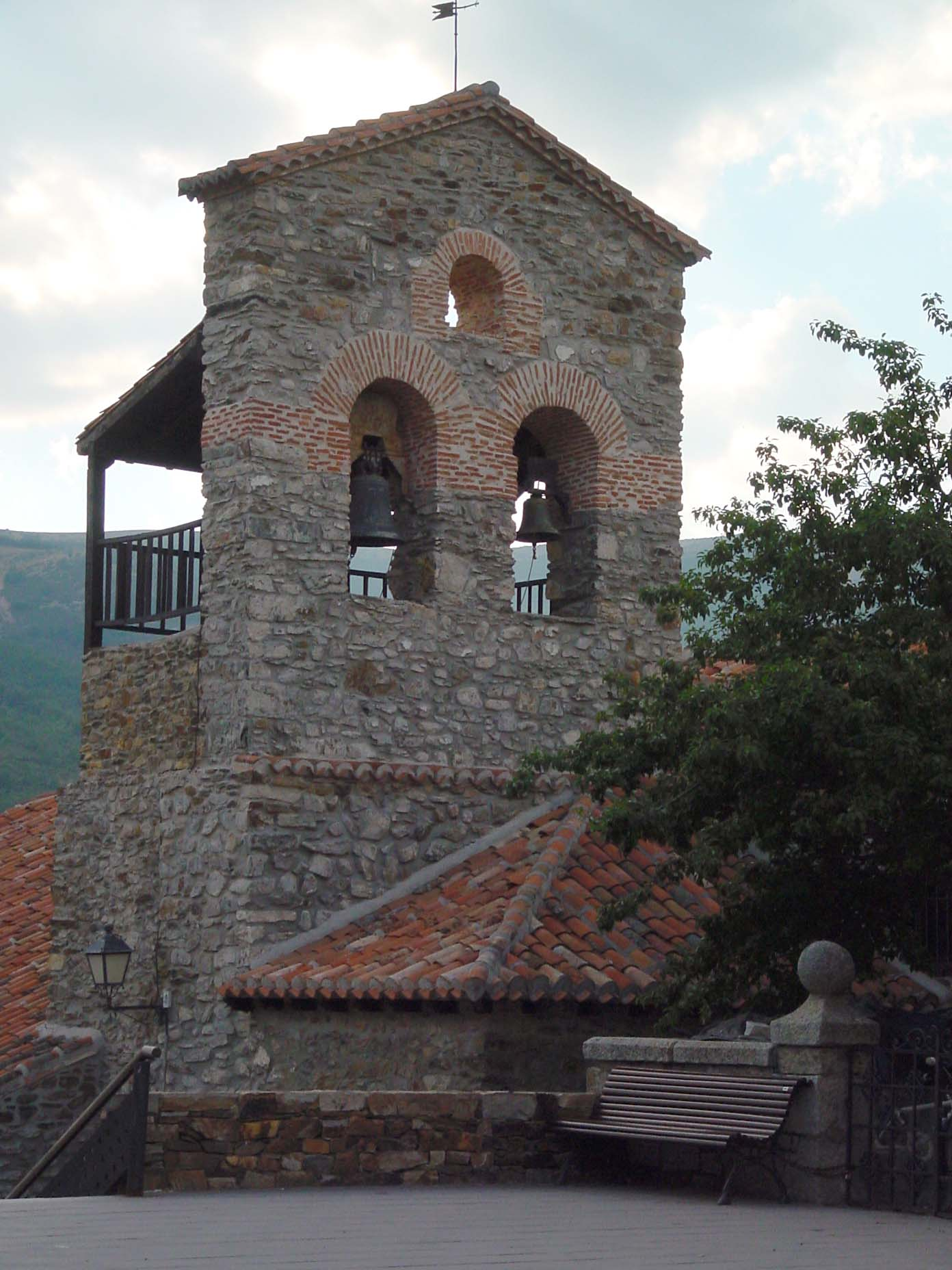
Iglesia de la Purísima Concepción

- Ermita de Nuestra Señora de la Soledad: construida en 1562, es uno de los acontecimientos más importantes de la historia de Puebla de la Sierra. Para entonces pertenecía a la cofradía de la Vera Cruz. Actualmente se emplea como ermita del cementerio de la localidad.
- Iglesia parroquial de la Purísima Concepción:[1] fue probablemente construida a principios del siglo XVII. Consta de un cuerpo principal, y tres naves que están separadas por arcos. En la cabecera está la espadaña. Durante la guerra civil española fue gravemente dañada.
- Fuente árabe: está situada junto a la ermita de Nuestra Señora de la Soledad, tiene un arco de medio punto.
- Fragua.
- Lavadero.

## Fiestas
- Día de la Botarga. Es en los carnavales, se viste una vaquilla, la mañana de sábado y se la obliga a correr toda la tarde. Se degusta sangría.
- San Marcos. Es a finales de abril, se entrega pan de anís.
- San Isidro Labrador. Se celebra una procesión, se reparten algunos alimentos típicos, y se subastan rosquillas de San Isidro.
- Virgen de los Dolores. En el segundo fin de semana de septiembre, se celebra la procesión, la misa y la subasta de varas. Hay también algunos juegos tradicionales, y concursos.

## Relación con Osaka
El pueblo está hermanado con Osaka a través del museo de arte japonés, surgido a idea del artista y galerista Federico Eguía, que impulsó la relación cultural tras su estancia en Japón, el país asiático donó más de 200 obras de arte japonés que se exponen en dicho museo.